# Московский научно-исследовательский институт «Агат»
АО «Московский научно-исследовательский институт „Агат“» (АО «МНИИ „Агат“») — институт, осуществляющий разработки в области радиолокационных головок самонаведения (РГС) для ракет, применяемых в системах борьбы со средствами воздушного нападения (в том числе в системах ПВО).
Организован в 1986 году в соответствии с Постановлением Совета Министров СССР от 27 января и приказом Минрадиопрома СССР от 29 августа. Однако, коллектив «Агата» сложился раньше, ещё в 1958 году, при создании ракет для сухопутных комплексов «Куб», «Бук» и их модификаций, корабельных комплексов «Штиль» и «Ганг», ракет для истребительной авиации.
С 23 апреля 2002 года входит в концерн ПВО «Алмаз-Антей».
Расположен в г. Жуковский на территории ЛИИ им. М.М. Громова.

## Продукция

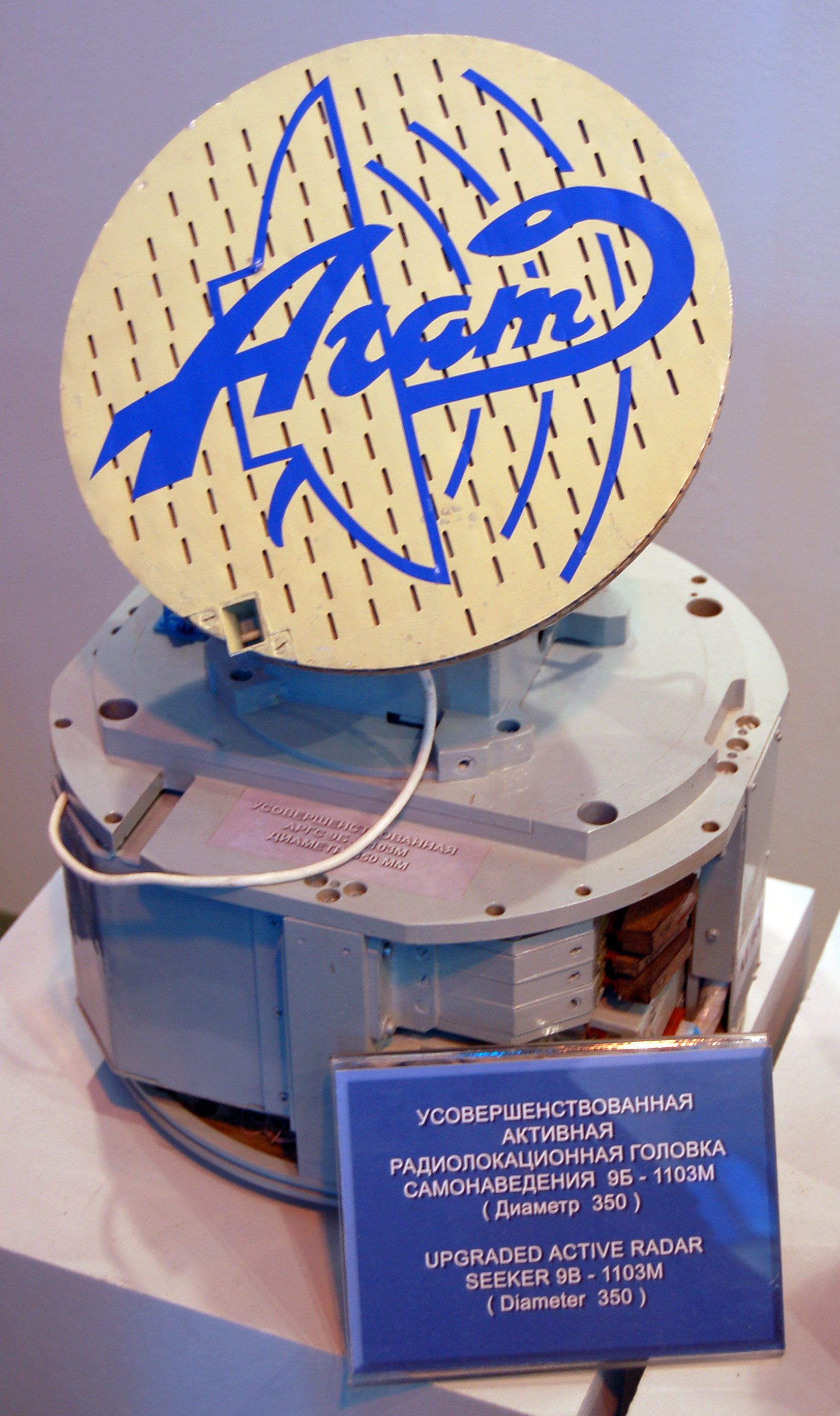
Активная радиолокационная головка самонаведения (АРГСН) 9-Б-1103М для ракет Р-27А разработки МНИИ «Агат» на выставке МАКС-2009
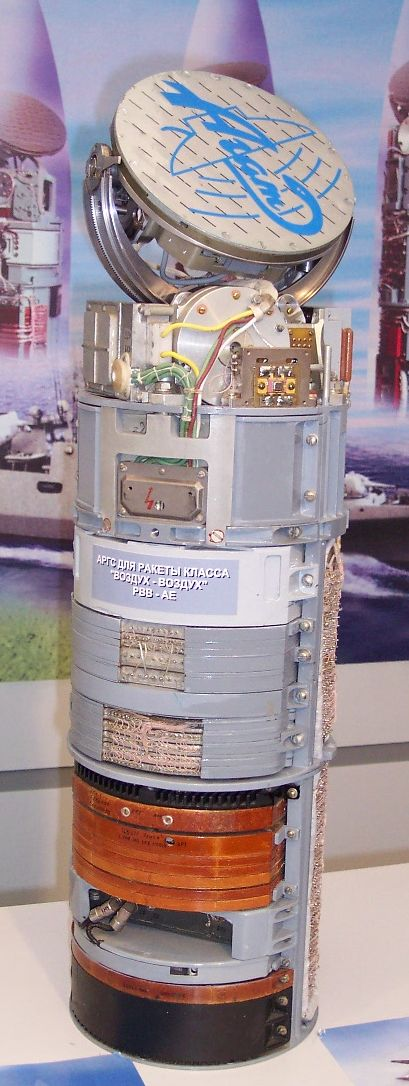
Активная РГС для ракет РВВ-АЕ, разработки МНИИ "Агат" ILA-2006
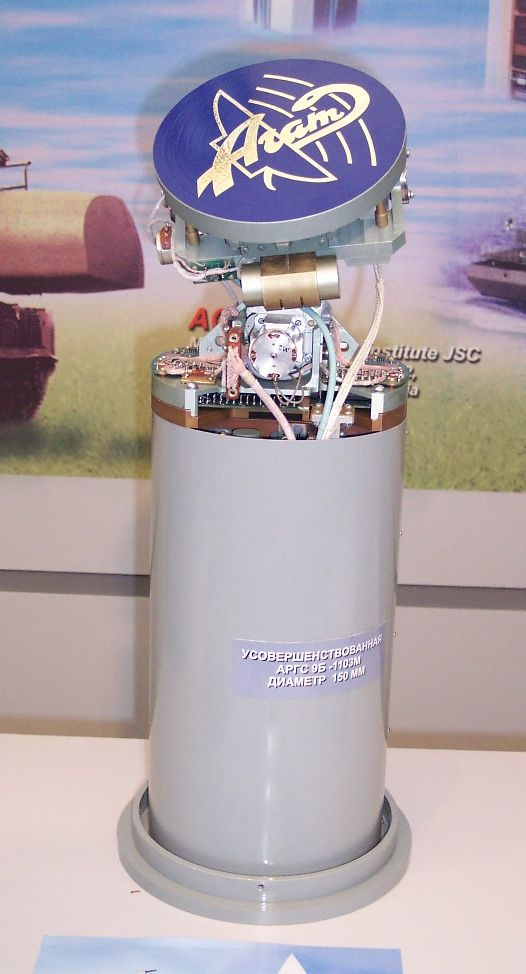
Усовершенствованная активная РГС 9-Б-1103М (диаметр 150 мм), разработки МНИИ "Агат" ILA-2006

## Руководители
- Михаил Иванчихин, генеральный директор
- Иосиф Акопян, генеральный конструктор

## Награды
- Знак отличия «За заслуги перед городом Жуковским»[1]